# جامعة جيما
جامعة جيما هي جامعة بحثية عامة تقع في جيما، أوروميا، إثيوبيا . تم الاعتراف بها كجامعة وطنية رائدة، حيث احتلت المرتبة الأولى من قبل وزارة التعليم الفيدرالية لمدة أربع سنوات متتالية (2009 - 2012).  يعود تاريخ إنشاء جامعة جيما إلى عام 1952 عندما تأسست كلية جيما للزراعة. حصلت الجامعة على اسمها الحالي في ديسمبر 1999 بعد اندماج كلية جيما للزراعة (تأسست عام 1952) ومعهد جيما للعلوم الصحية (تأسست عام 1983). 

## الحياة الأكاديمية

### الكليات والمعاهد والمدارس
تتكون الجامعة من الوحدات الأكاديمية التالية: 
- كلية الدراسات العليا
- معهد التكنولوجيا
- معهد التعليم ودراسات التنمية المهنية
- كلية الزراعة والطب البيطري
- كلية الاقتصاد والأعمال
- كلية العلوم الطبيعية
- كلية الحقوق والعلوم الإنسانية
- كلية الصحة العامة والعلوم الصحية
- كلية الآداب

## خريجون متميزون
- جيبيسا إيجيتا - الحائزة على جائزة الغذاء العالمي لعام 2009 (تعتبر جائزة نوبل للزراعة)